# César Ramírez
César Augusto Ramírez Caje (født 24. marts 1977 i Curuguaty, Paraguay) er en paraguayansk tidligere fodboldspiller (angriber).

## Karriere
Ramírez spillede 17 kampe for Paraguays landshold. Han debuterede for holdet i august 1997 i en VM-kvalifikationskamp mod Ecuador, og spillede sin sidste landskamp i marts 2006, da paraguayanerne spillede uafgjort mod Wales i en venskabskamp. Han repræsenterede sit land ved VM 1998 i Frankrig, og spillede to af paraguayanernes fire kampe i turneringen, hvor holdet blev slået ud i 1/8-finalen af de senere mestre fra Frankrig.
På klubplan spillede Ramírez en stor del af sin karriere i hjemlandet, hvor han blandt andet tilbragte i alt ni år hos Asunción-storklubben Cerro Porteño. Han vandt fire paraguayanske mesterskaber med klubben. Han havde også udlandsophold hos både Sporting Lissabon i Portugal, Flamengo i Brasilien samt Vélez Sarsfield i Argentina.

## Titler
Primera División de Paraguay
- 2001, 2004, 2005 og 2009 (Apertura) med Cerro Porteño

Copa do Brasil
- 2006 med Flamengo